# 札幌市立平岸中学校

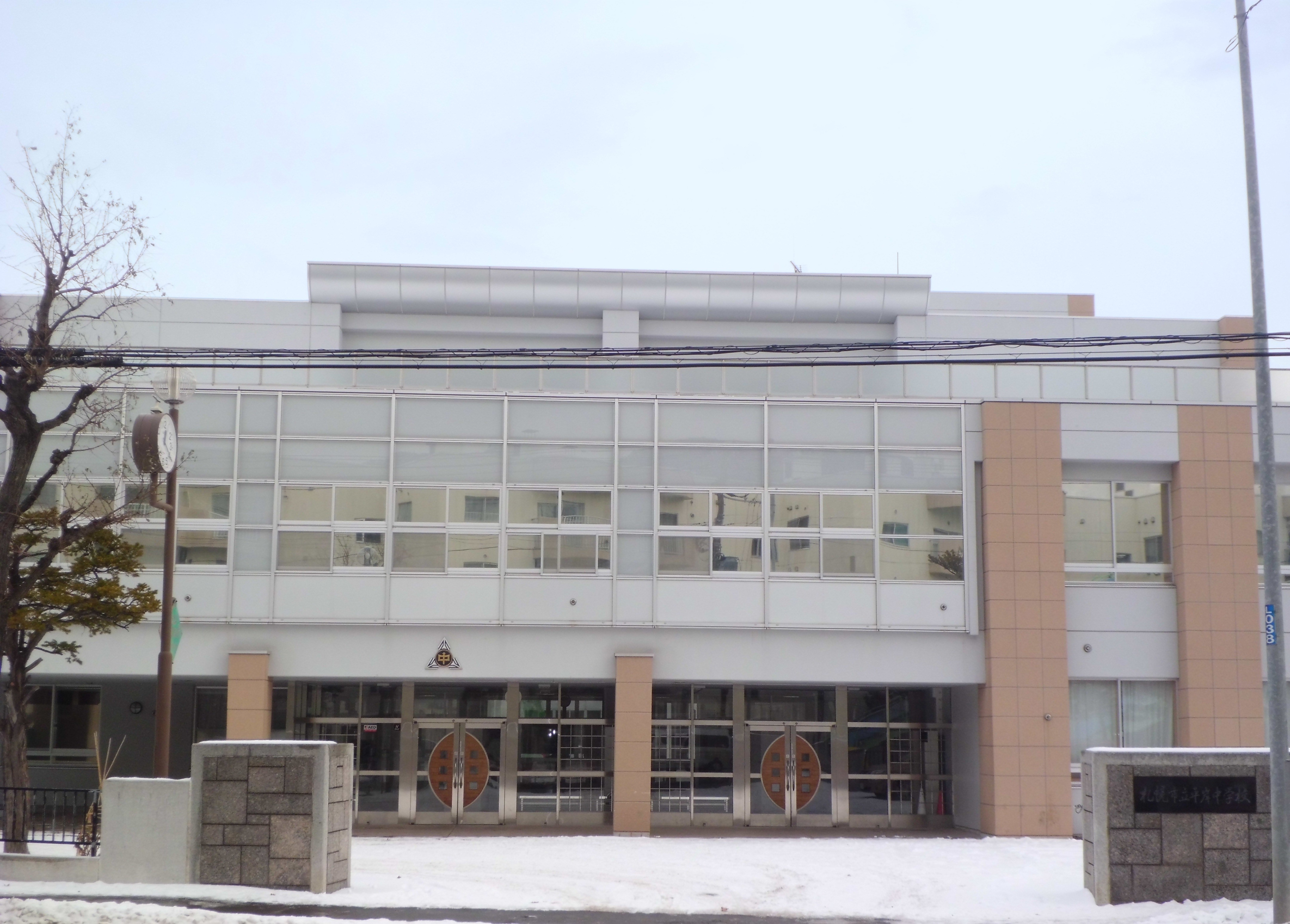
札幌市立平岸中学校

札幌市立平岸中学校（さっぽろしりつ ひらぎしちゅうがっこう）は、北海道札幌市豊平区にある公立の中学校である。
札幌市立陵陽中学校・札幌市立真駒内中学校・札幌市立澄川中学校・札幌市立中の島中学校の母体校でもある。

## 沿革
- 1947年　豊平町立月寒中学校平岸分教室として創立。
- 1948年　豊平町立平岸中学校として独立。
- 1961年　札幌市との合併で、札幌市立平岸中学校と改称。
- 1965年　現在の前の校舎（鉄筋）が建てられる（1966年、1977年にも増築）。
- 1975年　のぞみ学級開設。プール完成。
- 1976年　かしわ学級開設。
- 1993年　のぞみ学級分校に移行。
- 1998年　開校50周年記念式典。
- 2004年　新校舎完成記念式典及び新校舎完成記念祝賀会。

## 教育目標
本校の教育は一人ひとりが人格を尊重し、真理と平和を求め、地域・社会の発展に寄与する人となるために
- 創造的知性にすぐれ→問題解決能力
- 豊な情操をそなえ→豊な人間性
- 健康でたくましい心身をもつ→健康な体力と生きる力

生徒を育成する

## 所在地
- 札幌市豊平区平岸1条21丁目

## 出身者
- 石井裕 -  情報工学者（マサチューセッツ工科大学教授、MITメディアラボ副所長）
- 叶正子、叶高、叶央介 - 歌手（サーカス）
- 香寿たつき - 女優、元宝塚歌劇団スター
- 佐東由梨 - 歌手
- 大翔鳳昌巳 - 元大相撲力士
- 遠山大輔 - お笑い芸人（グランジ）
- 林紀恵 - 歌手
- 村田省 - フェンシング選手
- 山木康世 - シンガーソングライター（元ふきのとう）
- 花岡領太 - 俳優、歌手、タレント（元NORD）
- 丸谷佳織 - 元衆議院議員、ラジオパーソナリティ[1]